# James Graham Cooper
Pour les articles homonymes, voir Cooper.
James Graham Cooper est un chirurgien et un naturaliste américain, né le 19 juin 1830 et mort le 19 juillet 1902.

## Biographie
Il travaille pour le California Geological Survey (en) de 1860 à 1874 aux côtés du géologue Josiah Whitney (1819-1896), des botanistes William Henry Brewer (1828-1910) et Henry Nicholas Bolander (1831-1897). Il étudie principalement la zoologie et la botanique. Il est un membre actif de la California Academy of Sciences dont il dirigera le muséum. Son fils, William Cooper (1798-1864), est un conchyliologiste.

## Source
- Traduction de l'article de langue anglaise de Wikipédia (version du 2 octobre 2006).

## Quelques taxons identifiés
- Aplysia californica J.G.Cooper, 1863
- Vermivora luciae (Cooper, 1861)
- Adromischus Cooperi
- Delosperma Cooperi